# 化粧坂念仏剣舞
化粧坂念仏剣舞（けしょうざかねんぶつけんばい）は、岩手県奥州市胆沢南都田に伝わる伝統芸能である。

## 構成

### 編成
- 庭元（座元）、囃子方「太鼓（1人）、笛（2～4人）、手平鉦（てびらがね）（1～2人）」、踊り手（8人編成を基本）。これにカッカタ（道化面）、晴衣の少年（または少女）の胴取りが付属するのが本来の姿とされている。
- 念仏は太鼓・手平鉦が唱える。